# Cisseo e Gia
Cisseo e Gia sono due personaggi dell'Eneide di Virgilio, citati nel decimo libro del poema.

## Il mito

### Le origini
Cisseo e Gia sono due giovani fratelli tra i guerrieri che contrastano Enea sbarcato nel Lazio. Essi sono sudditi di re Latino, ma hanno ascendenze greche poiché il padre Melampo era stato uno dei compagni di Ercole.

### La morte
Cisseo e Gia vengono uccisi dalla spada di Enea, benché proprio come Ercole fossero armati di clava.

## Omonimia
Questo Gia non deve essere confuso con un Gia omonimo presente nel poema, che è uno dei giovani luogotenenti di Enea.